# Jean-Balthazar d’Adhémar
Jean-Balthazar d’Adhémar (ur. 1731 lub 1736 w Nîmes, zm. 17 listopada 1790) – francuski dyplomata.
d’Adhémar pochodził ze starej rodziny z Langwedocji. Nie jest znana dokładna data jego narodzin.
W 1778 roku mianowany francuskim ministrem w Brukseli (Niderlandy Austriackie).
W latach 1783–1787 d’Adhémar był francuskim ambasadorem zwyczajnym w Londynie. Jeśli wierzyć pamiętnikowi Madame de Campan został nim, ponieważ poprzedni ambasador François-Eléonor-Elie de Moustier miał nieszczęście rozgniewać królową Marię Antoninę. Nowy ambasador miał doprowadzić do polepszenia stosunków między obu krajami. Kluczem do sprawy miał tu być profrancuski minister brytyjski Charles James Fox.
Jego sekretarzem był François-Marie de Barthélemy, który zastępował go w obowiązkach w 1784 roku, w czasie choroby d’Adhémara. W 1787 d’Adhémara zastąpił na stanowisku Anne-César de La Luzerne.